# شولدن
شولدن (به انگلیسی: Sholden) یک روستا و محله مدنی در بریتانیا است که در Dover واقع شده‌است. شولدن ۱٬۰۸۴ نفر جمعیت دارد.